# Bajingholin
Mongolský autonomní kraj Bajingholin (čínsky v českém přepisu Pa-jin-kuo-leng Meng-ku c’-č’-čou, pchin-jinem Bāyīnguōléng Měnggǔ Zìzhìzhōu, znaky 巴音郭楞蒙古自治州, mongolsky Bajangol - Mongolyn őrtő zasach žú) je autonomní kraj v Čínské lidové republice. Leží v centrální a jihovýchodní části autonomní oblasti Sin-ťiang. Má rozlohu zhruba 470 tisíc čtverečních kilometrů a žije v něm půldruhého milionu obyvatel, přičemž Mongolů je přes 3 %, Chuejů zhruba 4 %, Ujgurů přes 30 % a etnickou většinou jsou s přibližně 60 % Chanové. Správním střediskem je Korla.

## Historie
Po připojení regionu k Čínské lidové republice zde vznikla prefektura Jen-čchi, která byla 1954 rozdělena na Mongolský autonomní kraj Bajingholin sestávající z okresů Jen-čchi, Che-ťing a Che-šuo a prefekturu Korla, kontrolující zbytek regionu. Roku 1960 byla prefektura Korla začleněna do autonomního kraje Bajingholin, přičemž sídlo kraje bylo přeneseno do Korly.

## Administrativní členění
Autonomní kraj Bajingholin se člení na devět celků okresní úrovně, a sice jeden městský okres, sedm okresů a jeden autonomní okres.
| 1 okres · Bügür okres · Jü-li okres · Žuo-čchiang okres · Čärčän okres · Che-ťing okres · Che-šuo 3 2 1. městský okres Korla 2. autonomní okres Jen-čchi 3. okres Po-chu |                |                       |                    |                                  |
| Název | Název          | Počet obyvatel (2020) | Rozloha km² (2020) | Hustota zalidnění (obyv. na km²) |
| český přepis | znaky          | Počet obyvatel (2020) | Rozloha km² (2020) | Hustota zalidnění (obyv. na km²) |
| Městský okres |                |                       |                    |                                  |
| Korla | 库尔勒市       | 779 352               | 6 760              | 115                              |
| Okresy |                |                       |                    |                                  |
| Bügür | 轮台县         | 137 327               | 14 187             | 10                               |
| Jü-li | 尉犁县         | 101 866               | 9 057              | 11                               |
| Žuo-čchiang | 若羌县         | 43 045                | 197 793            | 0,2                              |
| Čärčän | 且末县         | 69 236                | 190 747            | 0,4                              |
| Che-ťing | 和静县         | 147 859               | 34 698             | 4                                |
| Che-šuo | 和硕县         | 59 299                | 10 409             | 6                                |
| Po-chu | 博湖县         | 48 288                | 3 593              | 13                               |
| autonomní okres |                |                       |                    |                                  |
| Jen-čchi (chuejský) | 焉耆回族自治县 | 122 961               | 2 358              | 52                               |
| |                |                       |                    |                                  |
| Celkem | Celkem         | 1 509 233             | 469 602            | 3                                |